# Каратас (Жамбылская область)
Каратас (каз. ОТФ 1 Билікөл малшар.уч.) — село в Жуалынском районе Жамбылской области Казахстана. Входит в состав Куренбельского сельского округа. Код КАТО — 314249103.

## Население
В 1999 году население села составляло 209 человек (109 мужчин и 100 женщин). По данным переписи 2009 года, в селе проживали 194 человека (91 мужчина и 103 женщины).